# Klorohalon
Klorohalon je GABAergik klase hinazolinona i analog je metahalona razvijen tokom 1980-ih i plasiran uglavnom u Francuskoj i nekim drugim evropskim zemljama. Ima sedativna i antitusivna svojstva koja proizilaze iz njegove agonističke aktivnosti na β podtipu GABAa receptora i sigma-1 receptora, a prodavao se pojedinačno ili u kombinaciji sa drugim sastojcima kao lek za kašalj. Klorokalon ima slabija sedativna svojstva od metahalona i prodavan je zbog svojih korisnih efekata suzbijanja kašlja, ali je povučen sa francuskog tržišta 1994. godine usled zabrinutosti zbog potencijala za zloupotrebu i predoziranje.

## Osobine
Klorohalon je organsko jedinjenje, koje sadrži 16 atoma ugljenika i ima molekulsku masu od 319,185 .
| Osobina                  | Vrednost |
| ------------------------ | -------- |
| Broj akceptora vodonika  | 2        |
| Broj donora vodonika     | 0        |
| Broj rotacionih veza     | 2        |
| Particioni koeficijent ( | 4,6      |
| Rastvorljivost (logS, log(mol/L))       | -5,5     |
| Polarna površina (PSA, Å2)  | 32,7     |

## Literatura
- Hardman JG, Limbird LE, Gilman AG (2001). Goodman & Gilman's The Pharmacological Basis of Therapeutics (10. изд.). New York: McGraw-Hill. ISBN 0071354697. doi:10.1036/0071422803.
- Thomas L. Lemke; David A. Williams, ур. (2007). Foye's Principles of Medicinal Chemistry (6. изд.). Baltimore: Lippincott Willams & Wilkins. ISBN 0781768799.